# Stazione di San Giuliano Piacentino
La stazione di San Giuliano Piacentino è una fermata ferroviaria posta lungo la linea Cremona–Fidenza. Serve il centro abitato di San Giuliano, frazione del comune di Castelvetro Piacentino.

## Storia

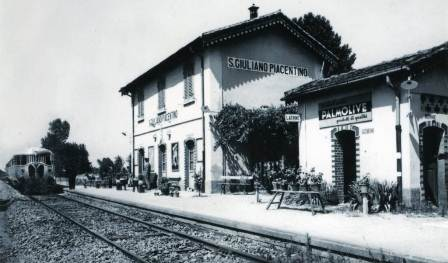
La fermata in una nota cartolina d'epoca

L'impianto fu inaugurato come stazione contestualmente all'attivazione della ferrovia Cremona-Fidenza, avvenuta il 12 settembre 1906 sotto la gestione della Società Italiana Ferrovie e Tramvie (SIFT).
Nel 1912 la concessione fu riscattata dallo Stato e la linea venne incorporata nella rete FS.
La trazione elettrica venne attivata il 27 maggio 1979.
Nel 1982, a seguito del Piano Integrativo di Potenziamento e Sviluppo, che per la linea Cremona-Fidenza prevedeva l'attivazione di A.C.E.I. e C.T.C. (attivati nel 1993) in luogo del segnalamento semaforico manovrato a filo, presente sulla linea da fine anni '30, venne soppresso il binario tronco di cui era dotato l'impianto, trasformandolo in fermata impresenziata.
Nel 2000, nell'ambito della riorganizzazione delle Ferrovie dello Stato, tutti gli impianti lungo la linea passarono al neocostituito gestore dell'infrastruttura Rete Ferroviaria Italiana.

## Strutture ed impianti
La fermata possiede un fabbricato viaggiatori a due piani, risalente all'epoca dell'apertura della linea, e conta un unico binario, servito da un marciapiede.

## Movimento
La fermata è servita da treni regionali svolti da Trenitalia Tper nell'ambito del contratto di servizio stipulato con la regione Emilia-Romagna.
A novembre 2019, la stazione risultava frequentata da un traffico giornaliero medio di circa 61 persone (36 saliti + 25 discesi).

## Servizi
La stazione è classificata da RFI nella categoria bronze.